# Herxheim bei Landau/Pfalz
Herxheim bei Landau/Pfalz – miejscowość i gmina w Niemczech, w kraju związkowym Nadrenia-Palatynat, w powiecie Südliche Weinstraße, siedziba gminy związkowej Herxheim.